# أوريكس وكريك (رواية)
أوريكس وكريك (بالإنجليزية: Oryx and Crake)‏ هي رواية للكاتبة الكندية مارغريت آتوود، نشرت عام 2003، عن دار نشر ماكليلاند آند ستيوارت.

## روابط خارجية
- أوريكس وكريك على موقع الموسوعة البريطانية (الإنجليزية)